# Fotografie v Doněcku

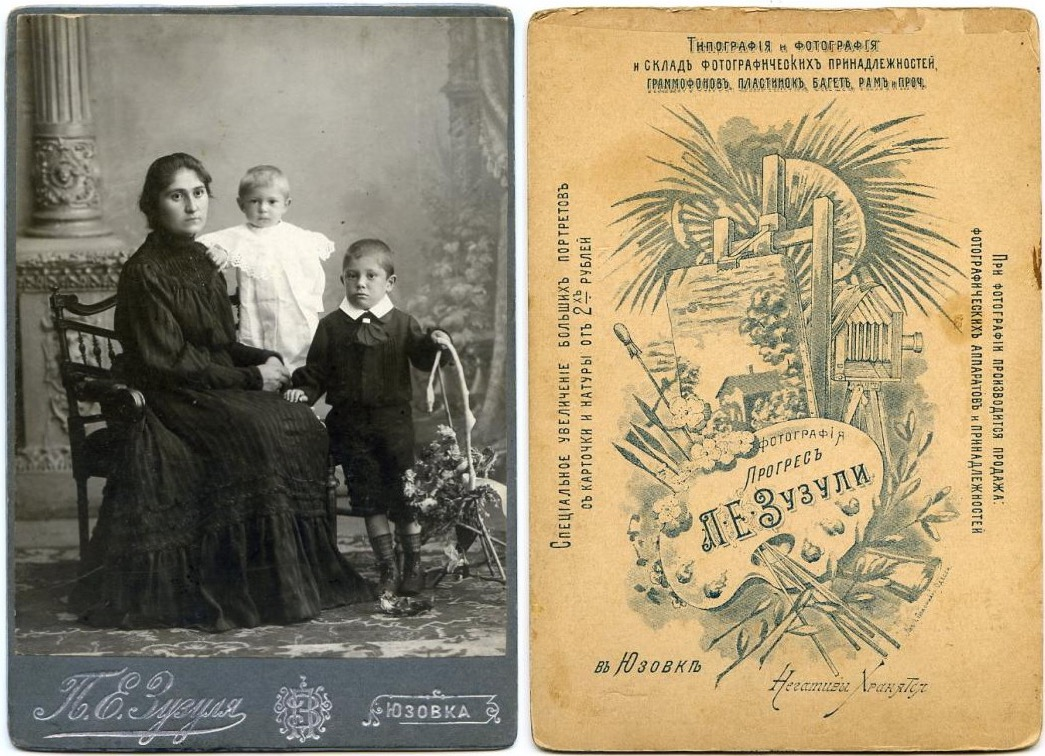
Rodinná portrétní fotografie, ateliér Pavla E. Zuzuly, Júzivka

Fotografie jako věda, technologie a umění se na Ukrajině a v Doněcku vyvíjela různými způsoby, protože ukrajinská země byla rozdělena mezi dvě říše: Rusko a Rakousko. To způsobilo určitý rozdíl v cílech fotografických společností, v technologiích, technikách a sociální roli fotografie v zemi.

## Obecné informace
Chemické principy fotografie byly objeveny v první polovině XVIII. století, kdy byl objeven a prokázán účinek světelné citlivosti stříbrných solí. V průběhu následujícího století byly zdokonaleny znalosti v oblasti chemie a také technické aspekty expozice látek citlivých na světlo a dlouhodobá fixace získaných obrazů.
Na Ukrajině pochází fotografie jako umění a technologie ze dvou směrů: ze západních zemí - z Rakouska-Uherska a z východu – ze zbývajících zemí, včetně východní Evropy.

## Fotoateliéry, studia a fotokluby
Před revolucí v Júzivce existovaly fotografické ateliéry Boryse Solomonovyče Stesyna, Andreje Matjukyna (náměstí Bazarnaja, d. Šapovalovoj), bratří Klejmanových, Pavla E. Zuzuly, Stefana A. Synycyna, Yljy Penjakova, Johana Šylchta. Ve své době navštívil Júzivku také Vasilij Sergejevič Dosekin a fotografoval zde.
Jakov Perech, E. Krečmer, M. Kučerov, T. Červonyj, Y. Fadeev, R. Hordeenko, V. Novykov se věnovali produkci pohlednic s pohledy na Júzivku.

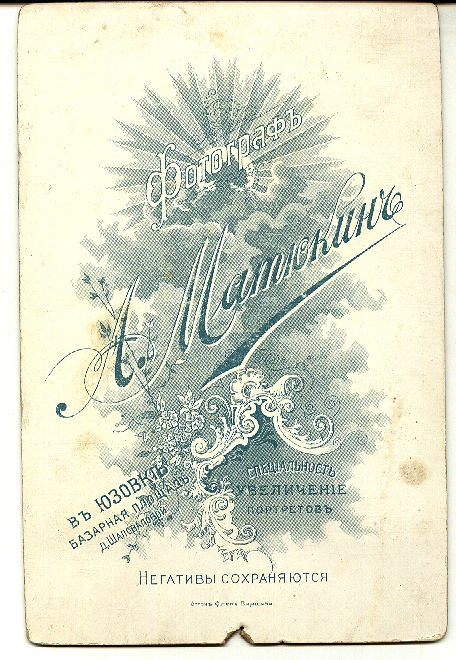
Pasparta fotografického studia Andreje Matjukina
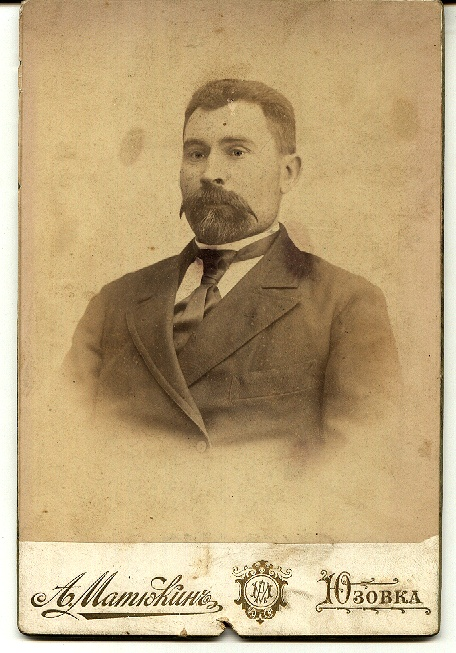
Fotoateliér Andreje Matjukina
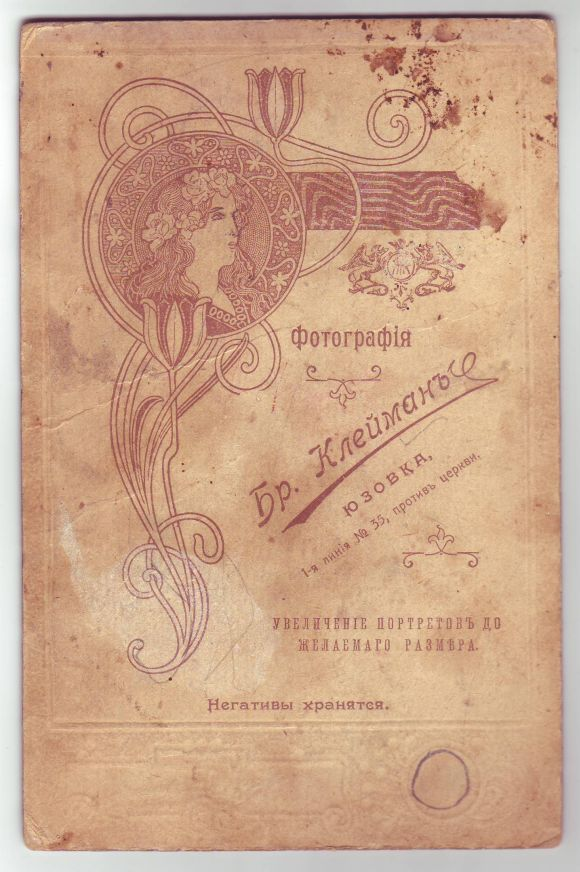
Pasparta bratří Klejmanů
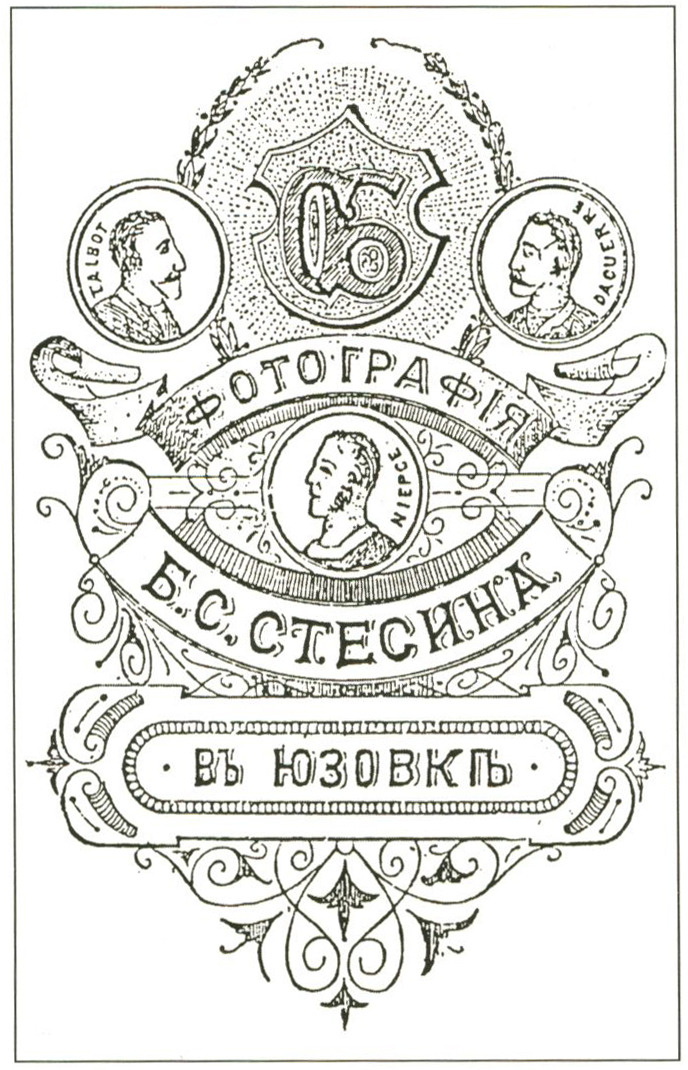
Pasparta fotoateliéru Boryse Solomonovyče Stesyna
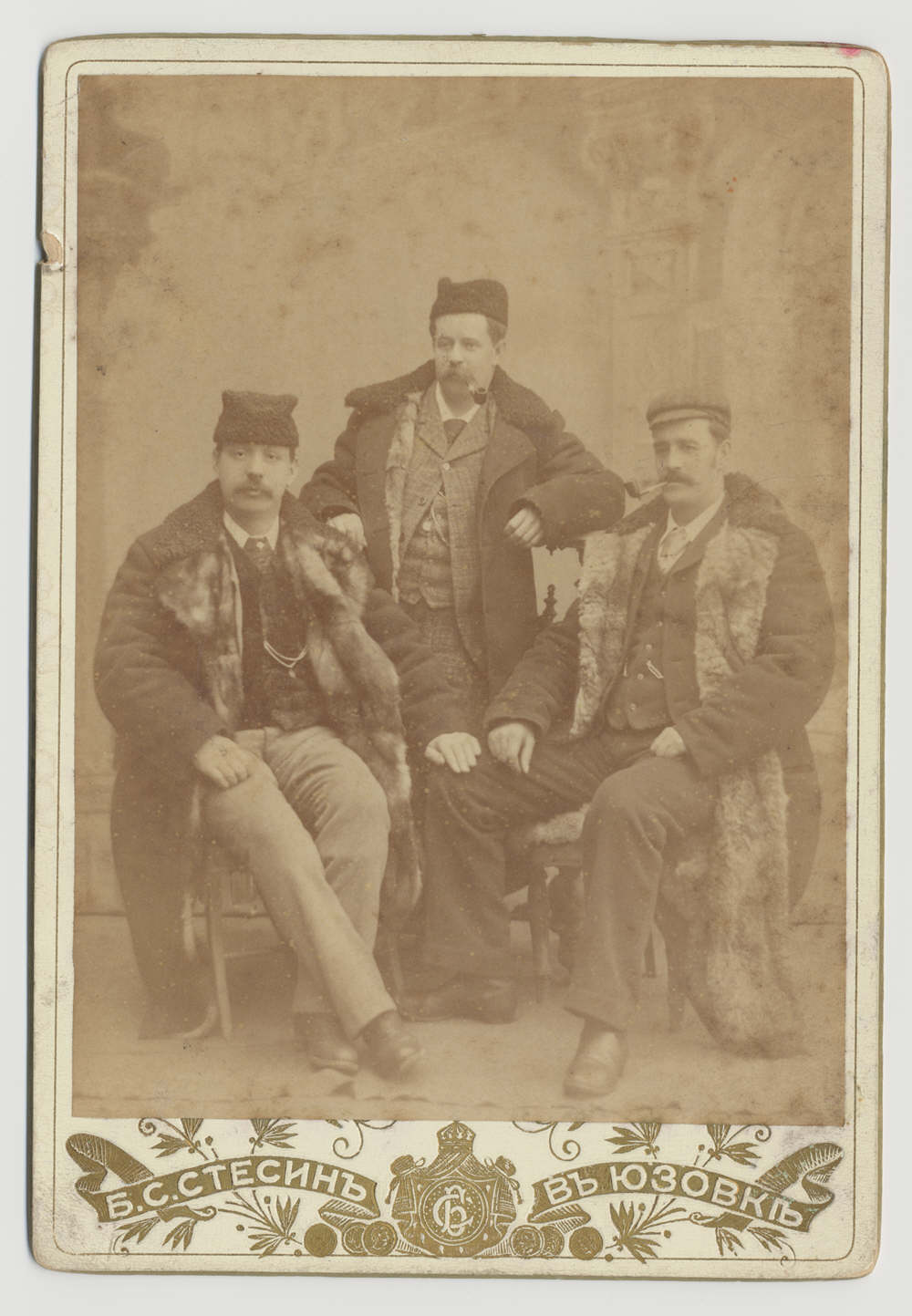
Foto z fotoateliéru Boryse Solomonovyče Stesyna
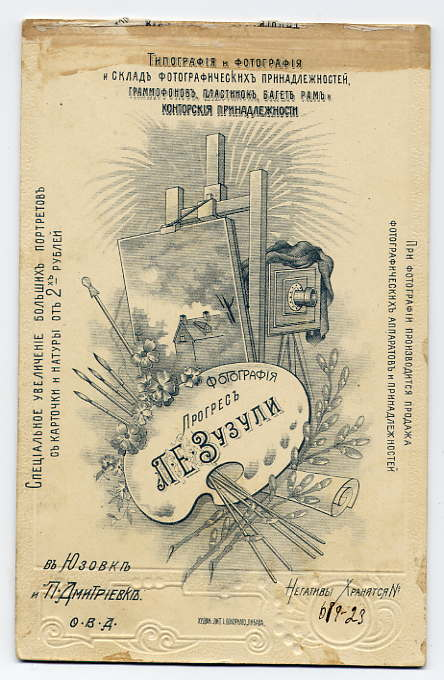
Pasparta fotoateliéru Pavla E. Zuzuly
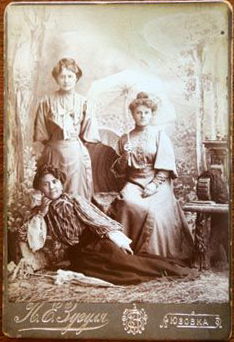
Portrétní fotografie ze studia Pavla E. Zuzuly
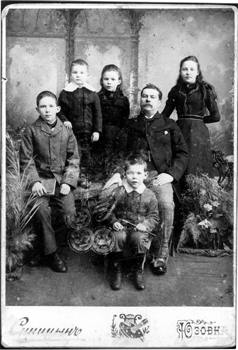
Fotografie z fotoateliéru Synycyna
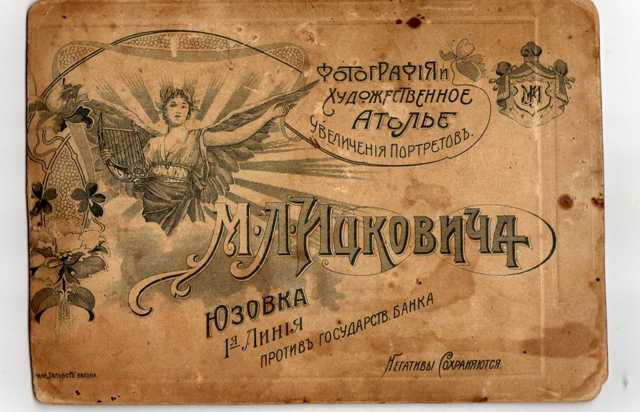
Pasparta fotoateliéru Michajla L. Yckovyče
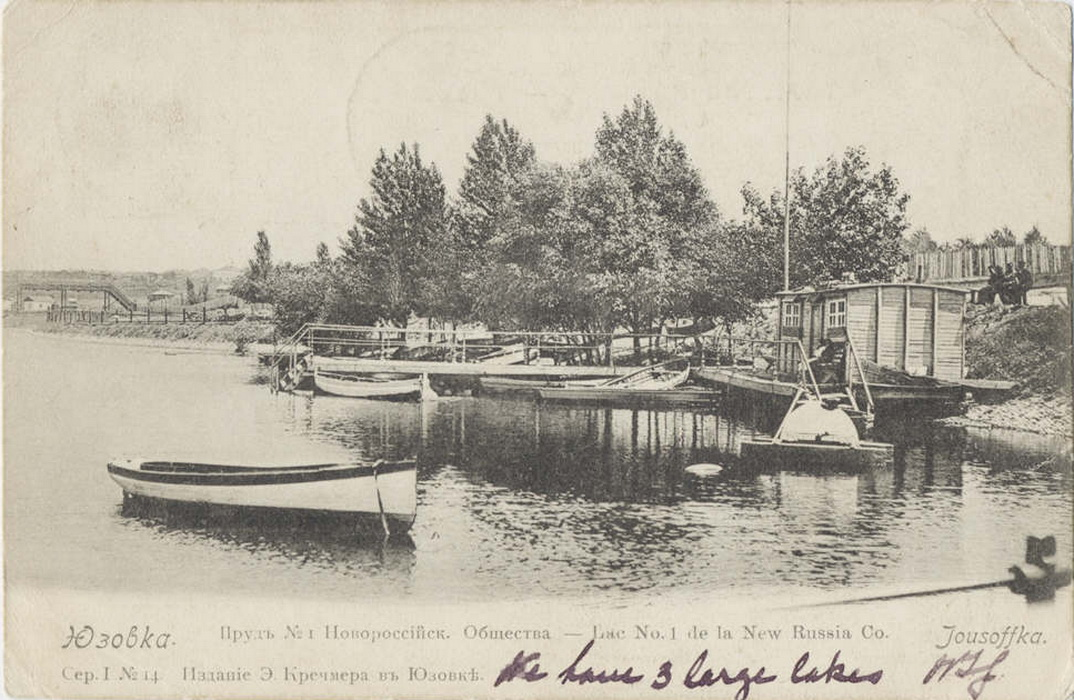
Pohlednice z nakladatelství E. Krečmera v Júzivce

Od roku 1984 fungovala v Doněcku v městském Paláci tvořivosti dětí a mládeže dětský fotografický ateliér „Mig“. V Paláci kultury hutníků se nachází fotoklub "Objektiv".

## Sbírky

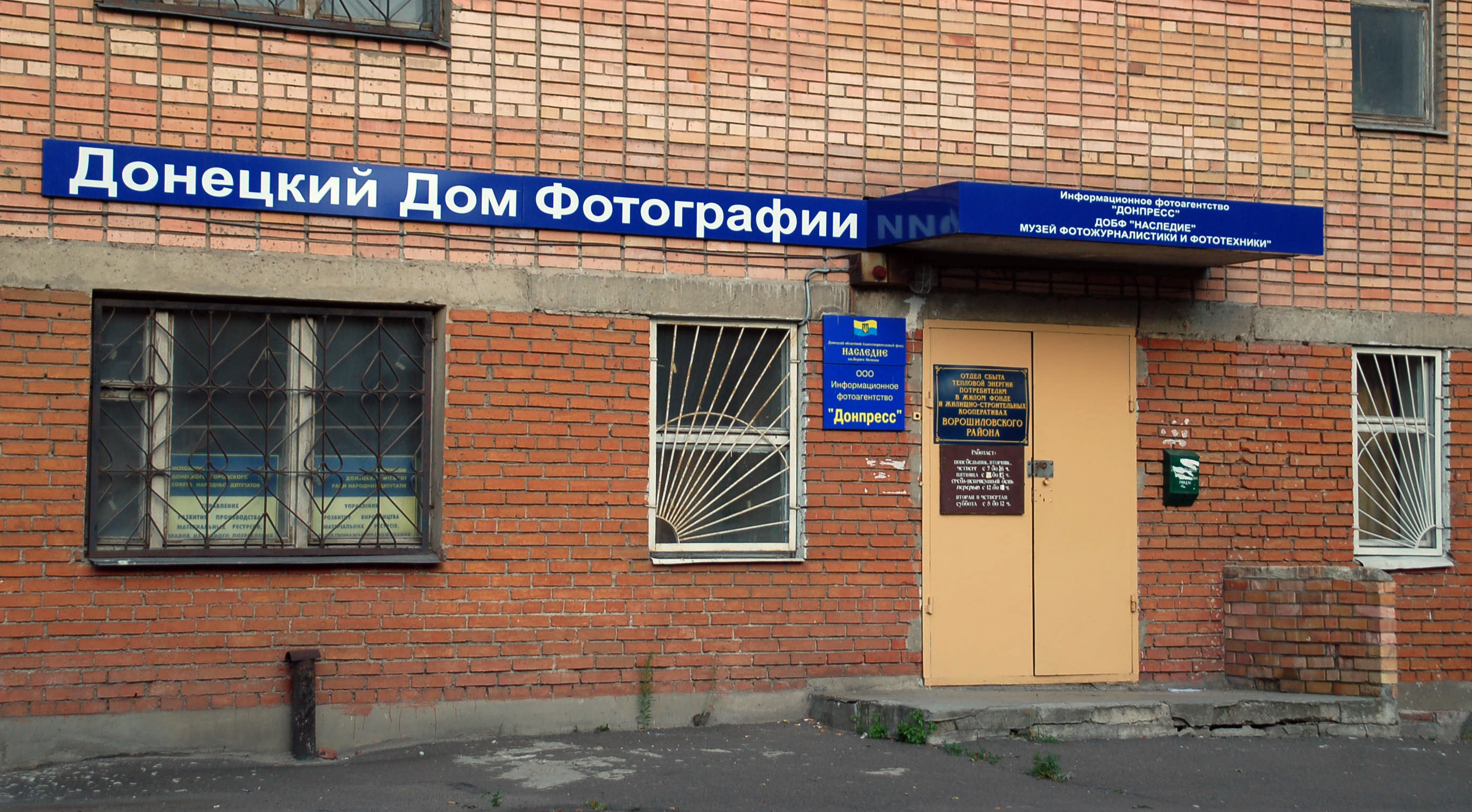
Muzeum fotožurnalistiky a fototechniky v Doněcku

Doněcké oblastní vlastivědné muzeum má sbírku 60 pohlednic s fotografiemi Júzivky. Provedl dotisk pohlednic a také vydání katalogu pohlednic z fondů muzea.
V Doněcku se nachází muzeum fotožurnalistiky a fotografické techniky. Muzeum bylo otevřeno v červnu 2008 jako jediné muzeum svého druhu na Ukrajině. Muzeum představuje fotografie a osobní věci doněckých fotografů a fotografické vybavení. Jednotlivé expozice se věnují osobnostem jako jsou například: Jevgenij Chalděj, Efim Komma, Lev Azryel, Boris Vytkov, Valentin Hončar nebo Hryhoryj Lazarevyč Navryčevskyj.

## Výstavy fotografií

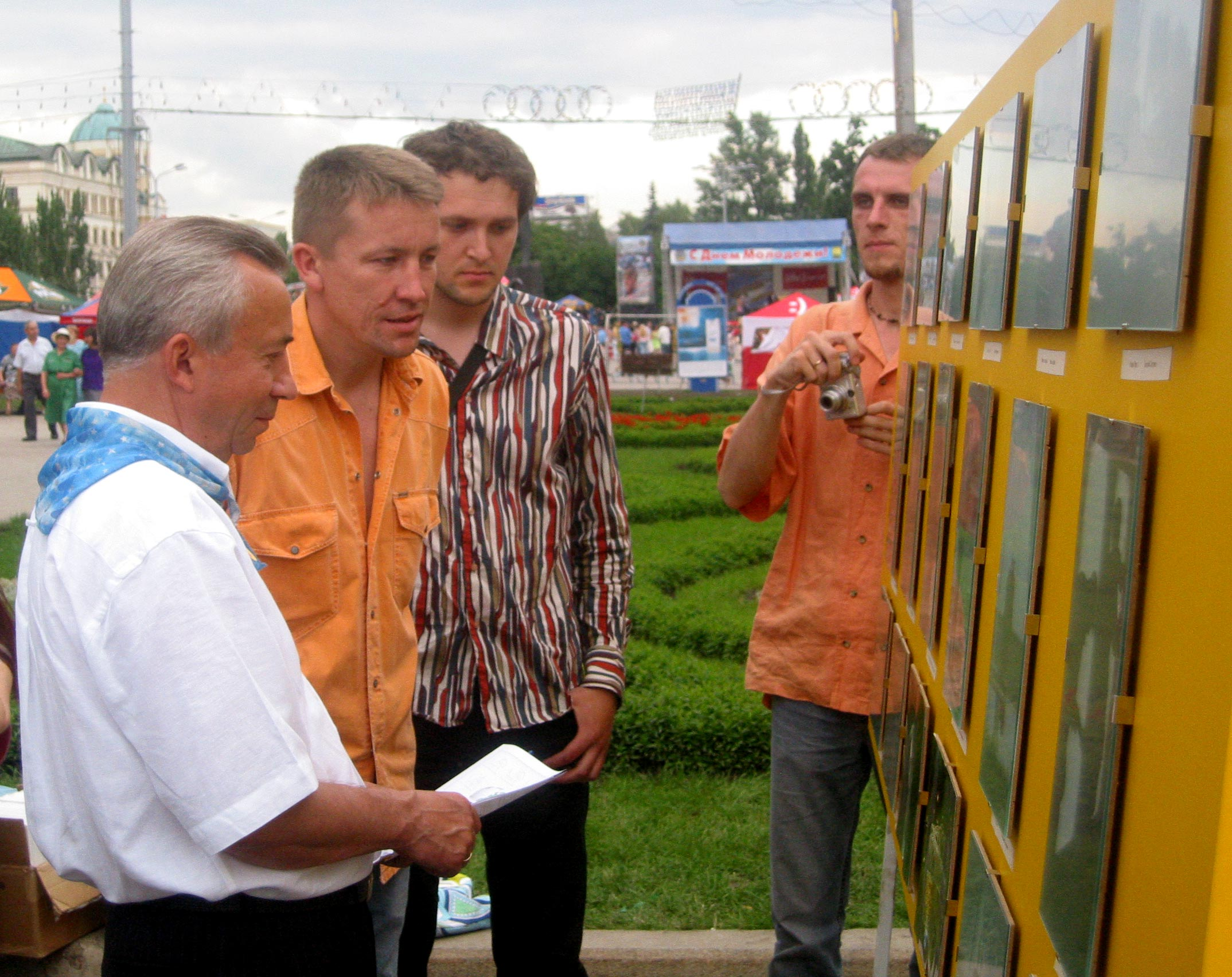
Starosta Doněcku Lukjančenko na výstavě fotografické soutěže JÁ. MĚSTO. DONĚCK.

Fotografické výstavy se konají v Doněckém regionálním muzeu vlastivědy, Doněckém regionálním muzeu umění, V roce 2007 byly v rámci oslav 75. výročí vzniku Doněcké oblasti před Doněckou oblastní radou vybudovány stánky pro venkovní výstavy fotografií.
Doněcké výstavy fotografií představují díla významných mistrů, jako je Robert Doisneau ; dokumentární fotografie - snímky z krymské války, genocidy ve Rwandě; výstavy regionálních fotosoutěží a fotoklubů.
V roce 2005 se v Doněcku konaly výstavy fotografií Moje křídla jsou nebe (fotografie arcikněze Nikolaje Katalnikova), výstavy fotografií fotografické soutěže JÁ. MĚSTO. DONĚCK., Prázdniny a Z Gainsbourgu do Gainsbarre (fotografie francouzského umělce Roberta Doisneau, výstavy se konaly v rámci festivalu Francouzské jaro) a další.
V roce 2006 se konaly výstavy fotografií fotografické soutěže „JÁ. MĚSTO. DONĚCK“ a další.
V roce 2007 se v Doněcku konaly výstavy fotografií: Záběry na titulní stranu, Donbas shora (fotografie Petra Kochanovského z letadla) a další.
V roce 2008 se v Doněcku konaly výstavy fotografií: Dotknout se a vidět (hmatové fotografie Jurije Bilaka), Hry-2008. Chuť našich vítězství! (věnováno XXIX. letním olympijským hrám), Tragédie Jižní Osetie, Hrdost Donbasu (díla doněckých fotografů 70.-90. let 20. století), Moje světlé Rusko (fotografie Sergeje Buntovského), výstava fotografií dětí s autismem a Downovým syndromem, Svjatohore – počátky spirituality (věnováno oslavě 1020. výročí křtu Ruska, fotografie Petra Kochanovského ), výstava fotografií k 65. výročí osvobození Donbasu a další.

## Fotografové
V Doněcku se narodil významný  fotograf Jevgenij Chalděj. Zde pracoval jako učeň ve fotografickém ateliéru a samostatně navrhl svůj první fotoaparát. Byl fotoreportérem v donbasské pobočce Pressfoto, novinách Metallist, Stalinskij Rabočij, Socialističeskij Donbass, nebo agentury Sojuzfoto pro Donbas.